# ドキドキ博覧会
『ドキドキ博覧会』（ドキドキはくらんかい）は、1971年4月1日から同年9月30日までTBS系列局で放送されていたTBS製作のバラエティ番組である。正式なタイトルは『ワールド・ショック!ドキドキ博覧会』。ペプシコーラ（日本ペプシコ、現・サントリー食品インターナショナル）の単独提供。放送時間は毎週木曜 19:00 - 19:30 （日本標準時）。

## 概要
海外にあるスケールが大きすぎて日本に迎えられない物や、現地でなければ取材できない珍しい物などを収めてきた映像を紹介していた番組。司会は黒柳徹子が務めていた。